# Abtei Hocht

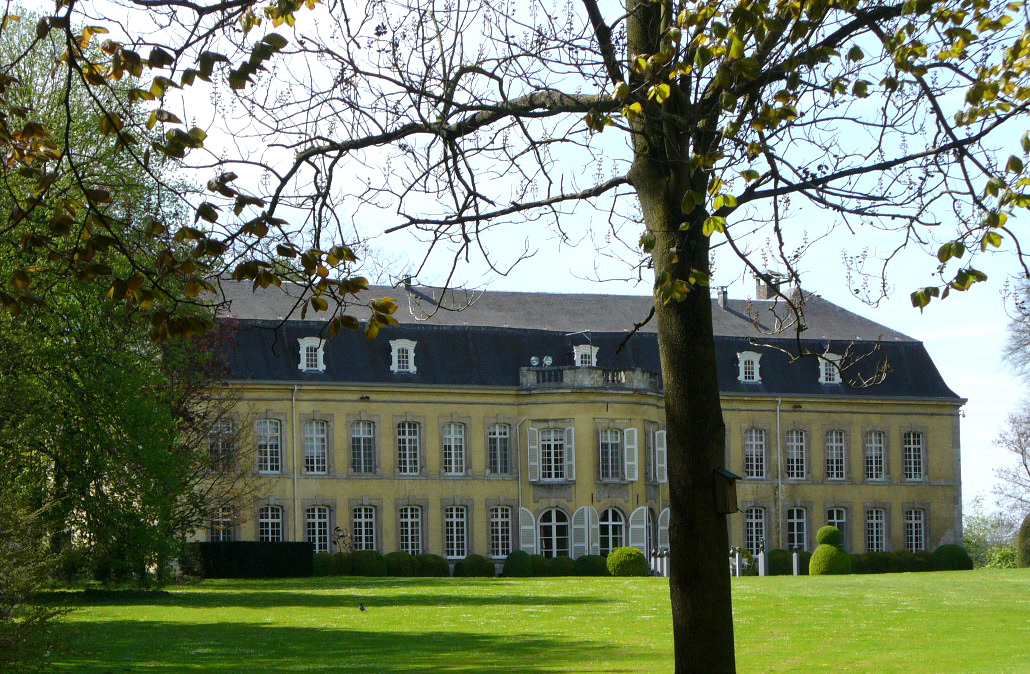
Äbtissinnenpalast

Die Abtei Hocht ist ein ehemaliges Zisterzienserkloster und befindet sich in der belgischen Gemeinde Lanaken-Neerhaaren, unweit der Stadtgrenze von Maastricht. Der Name „Hocht“ ist der ehemalige Name der Grafschaft Loon, in der das Kloster gegründet wurde.

## Geschichte
Die Abtei Hocht wurde 1180 durch Theodorus gestiftet, den Grundherrn des benachbarten Pietersheim, auf Anfrage beim Abt von Kloster Eberbach im Rheingau, einer Tochterabtei des Zisterzienserklosters Clairvaux, eine Gruppe Mönche nach Hocht zu entsenden. Theodorus bewilligte den Mönchen das Mahlrecht, das Fischereirecht und das Zollrecht auf dem nur wenige hundert Meter entfernt liegenden Fluss Maas.
Die Zisterziensermönche blieben nur wenige Jahrzehnte in Hocht, gründeten in dieser Zeit (1216) das Kloster Val-Dieu bei Aubel. 1217 wurde das Kloster durch die Zisterziensernonnen vom Salvatorberg in Aachen übernommen.
Mehrmals wurde die Abtei von ausländischen Truppen besetzt, so auch während der Belagerung von Maastricht im Jahre 1748, durch den in Diensten des französischen Königs stehenden Feldherren Hermann Moritz von Sachsen.
Nach der Französischen Revolution wurden alle Güter der Abtei säkularisiert. Das Anwesen kam in den Besitz der Familien Dumonceau und van Langendonck. Im Laufe des zwanzigsten Jahrhunderts sind wertvolle Teile der Inneneinrichtung und der Dekoration dem Geschmack der verschiedenen Besitzer gewichen. Schloss Hocht, der Schlosshof und das Land sind in Privatbesitz und der Öffentlichkeit nicht zugänglich.